# Jolie blonde
Jolie blonde is een traditional in de cajunmuziek die teruggaat tot de 19e eeuw. Het is een wals met Franse tekst waarin de zanger zich beklaagt dat zijn geliefde (een mooie blondine) hem in de steek heeft gelaten voor een ander. Het lied werd voor het eerst opgenomen in 1929 door de Breaux Family Band. Het kreeg nationale bekendheid in de Verenigde Staten door de opname van Harry Choates uit 1946. Daarna werd Jolie blonde veelvuldig opgenomen en gespeeld, in het Frans en het Engels, zowel door cajun- en niet-cajunmuzikanten. Het werd uitgebracht met verschillende alternatieve schrijfwijzen en titels. Het lied wordt het onofficiële volkslied van de cajuns genoemd.

## Oorsprong
De oorsprong van Jolie blonde is onduidelijk. Violist Wade Frugé (1916-1992) getuigde dat zijn grootvader het lied al speelde. Het lied zou mogelijk al 200 jaar oud zijn.

## Eerste opnamen
Jolie blonde werd voor het eerst opgenomen door de Breaux Family Band op 18 april 1929 in Atlanta. De single kreeg de titel Ma blonde est partie. Deze opname is met een traditionele bezetting voor cajunmuziek, met Amedee Breaux (zang en accordeon), Ophy Breaux (viool) en Cleoma Breaux (gitaar). 
Violist Leo Soileau nam het lied op in 1935 met als titel La Valse de Gueydan. Dit was de eerste opname met een bezetting als string band, in navolging van het toen populaire genre van de western swing. Ook de versie van de Hackberry Ramblers uit 1936, Jolie blond, is een versie met string band.

## Nationale bekendheid
Op 31 maart 1946 nam Harry Choates met zijn band The Swingsters het lied op voor Gold Star in Houston als Jole blon. Het werd uitgebracht als B-kant van de single Basile Waltz. Het nummer bereikte nummer 4 in de National Billboard op 4 januari 1947 en opnieuw op 8 maart 1947. Zo maakte het brede Amerikaanse publiek voor het eerst kennis met cajunmuziek.
Al in het najaar van 1946 begonnen niet-cajunmuzikanten het lied te spelen. Aubrey 'Moon' Mullican, een pianist en kennis van Choates, nam verschillende  Engelse versies op, New Jole Blon in 1946, Jole Blon's sister en Jole blon is gone in 1947. In 1947 bereikte Red Foley nummer 1 in de nationale hitparade met New jolie blonde. De versie van Roy Acuff, (Our Own) Jole Blon, bereikte plaats 4.
In 1956 nam Charles Lee een Rock-'n-roll-versie op: Rock and Roll Jolie Blonde. In 1958 nam Waylon Jennings Jole blon op als zijn debuutsingle.

## Navolging
In Louisiana wordt het nummer nog regelmatig gespeeld en opgenomen, niet alleen in cajunmuziek, maar ook in zydeco en swamppop.
Artiesten als Bruce Springsteen, Joan Baez en Gary U.S. Bonds brachten versies van het nummer.